# Noor Holsboer
Eleonoor „Noor“ Wendeline Holsboer (* 12. Juli 1967 in Enschede) ist eine ehemalige niederländische Hockeyspielerin. Sie gewann mit der niederländischen Nationalmannschaft die olympische Bronzemedaille 1988 und 1996. Sie war einmal Weltmeisterin und zweimal Europameisterin.

## Sportliche Karriere
Noor Holsboer gehörte erstmals bei der Europameisterschaft 1987 in London zur niederländischen Auswahl. Die Niederländerinnen gewannen den Titel mit einem Finalsieg nach Verlängerung gegen die englische Mannschaft. Bei den Olympischen Spielen 1988 in Seoul unterlagen die Niederländerinnen im Halbfinale den Australierinnen mit 2:3. Im Spiel um Bronze bezwangen sie die britische Olympiaauswahl mit 3:1.
Die Weltmeisterschaft 1990 wurde in Sydney ausgetragen, die Mannschaft des Gastgeberlandes waren die Olympiasiegerinnen von 1988. Die Australierinnen und die Niederländerinnen gewannen jeweils ihre Vorrundengruppe und setzten sich auch im Halbfinale durch, die Niederländerinnen mit einem 5:0 über die Engländerinnen. Im Finale siegten die Niederländerinnen mit 3:1. Im Jahr darauf bei der Europameisterschaft in Brüssel verloren die Niederländerinnen im Halbfinale gegen die Engländerinnen durch Siebenmeterschießen. Das Spiel um den dritten Platz gewann die letztmals antretende sowjetische Mannschaft. Bei den Olympischen Spielen 1992 in Barcelona belegten die Niederländerinnen den dritten Platz in ihrer Vorrundengruppe und erreichten damit nur die Platzierungsspiele um die Plätze 5 bis 8. Am Ende wurden sie Sechste hinter den Australierinnen.
1994 bei der Weltmeisterschaft in Dublin unterlagen die Niederländerinnen in der Vorrunde der deutschen Mannschaft und dem Team aus den Vereinigten Staaten. Wieder belegten sie den sechsten Platz. Im Jahr darauf waren die Niederlande in Amstelveen Gastgeber der Europameisterschaft 1995. In der Vorrunde gelangen den niederländischen Damen fünf Siege in fünf Spielen bei einem Torverhältnis von 24:0. Nach einem 2:1-Halbfinalsieg über die Deutschen bezwangen sie im Finale die spanische Mannschaft erst im Siebenmeterschießen. 1996 nahm Noor Holsboer zum dritten Mal an Olympischen Spielen teil. Beim olympischen Hockeyturnier in Atlanta belegten die Niederländerinnen nach der Vorrunde den vierten Platz hinter den punktgleichen Britinnen. Im Spiel um Bronze zwischen diesen beiden Mannschaften siegten die Niederländerinnen im Siebenmeterschießen.
Noor Holsboer wirkte zwischen 1987 und 1997 in 139 Länderspielen mit. Auf Vereinsebene war die Defensivspielerin für den HGC Wassenaar aktiv.